# 载初 (唐朝)
载初（則天文字：𡕀𡔈；690年正月—九月）是唐睿宗李旦的年号，但是实际上武則天全權控制朝政，睿宗毫无实权。一般算作武則天的年号。
武則天将永昌元年十一月改为载初元年正月，十二月改为腊月，夏正月为一月。从该年起用子正，直到久视元年（700年）恢复寅正，故载初年号实际始于公元689年。

## 改元
- 永昌元年十一月初一庚辰（689年12月18日），改元載初元年正月初一庚辰。用周历子正，以十一月為正月，十二月為臘月，來歲正月為一月。[3][4][5]
- 载初元年九月初九壬午（690年10月16日），改國號為周，改元天授。[6][7][8]

## 纪年
| 载初 | 元年  |
| ---- | ----- |
| 公元 | 690年 |
| 干支 | 庚寅  |

## 參看
- 中國年號索引
- 其他使用载初年號的政權

## 延伸閱讀
- 李崇智，《中国历代年号考》，中华书局，2001年1月 ISBN 7101025129

| 前一年號： 永昌 | 唐朝年号 690年 | 下一年號： 天授 |